# فلورنتين بوغبا
فلورنتين بيلي بوغبا (بالفرنسية: Florentin Pogba)‏ (مواليد 19 أغسطس 1990) هو لاعب كرة قدم غيني يلعب حاليًا لصالح نادي سيدان على سبيل الإعارة من نادي سانت إتيان.

## الحياة الشخصية
لدى فلورنتين أخان لاعبا كرة قدم أيضًا، توأمه ماتياس بوغبا وأخاهما بول بوغبا.

## روابط خارجية
- فلورنتين بوغبا على موقع الاتحاد الدولي (مؤرشف)  (الإنجليزية)
- فلورنتين بوغبا على موقع الاتحاد الأوربي (الإنجليزية)
- فلورنتين بوغبا على موقع رابطة كرة القدم الفرنسية للمحترفين (الإنجليزية)
- فلورنتين بوغبا على موقع الدوري الأمريكي (الإنجليزية)
- فلورنتين بوغبا على موقع إي إس بي إن إف سي (الإنجليزية)
- فلورنتين بوغبا على موقع قاعدة بيانات كرة القدم.إي يو (الإنجليزية)
- فلورنتين بوغبا على موقع ليكيب (الفرنسية)
- فلورنتين بوغبا على موقع ناشيونال فوتبول تيمز (الإنجليزية)
- فلورنتين بوغبا على موقع Soccerbase.com (لاعب) (الإنجليزية)
- فلورنتين بوغبا على موقع Soccerway.com (الإنجليزية)
- صفحة اللاعب على إي إس بي إن